# جشن اکتبرفست
جشن اکتبرفست یک جشن دو هفته ای است که هر سال بین روزهای آخر ماه سپتامبر و روزهای آغازین ماه اکتبر در مونیخ، آلمان برگزار می‌شود. این جشن هر سال با حضور شش میلیون نفر برگزار می‌گردد و روی رخدادهای مشابه زیادی با بهره‌گیری از نام اکتبرفست در آلمان و سراسر دنیا، که توسط مهاجران آلمانی یا تبار آنها ایجاد شده‌اند، تأثیر گذاشته است.

## سراسر دنیا
در خارج از آلمان، بزرگ‌ترین اکتبرفست با جذب ۷۰۰٬۰۰۰ نفر شرکت کننده در سال، مربوط به کیچنر (برلین سابق) و شهرهای اطراف منطقه واترلو است. بزرگ‌ترین اکتبرفست بعدی در بیرون از آلمان، اکثر اوقات برای بلومنائو، برزیل (با بیش از ۷۰۰٬۰۰۰ شرکت کننده)، سینسیناتی، اوهایو، ایالات متحده آمریکا (با بیش از ۵۰۰٬۰۰۰ شرکت کننده) و اکتبرفست دنور، کلرادو، ایالات متحده آمریکا با (با بیش از ۴۵۰٬۰۰۰ شرکت کننده)، محسوب می‌شود.